# 小行星7203
小行星7203（英語：7203 Sigeki）是一颗围绕太阳公转的小行星。1995年2月27日，大友哲在藤枝市发现了此天体。
这颗小行星的绝对星等为202.97869等。